# Callum Wilson
Callum Eddie Graham Wilson, född 27 februari 1992 i Coventry, är en engelsk fotbollsspelare som spelar för West Ham United.

## Klubbkarriär
Wilson debuterade i Premier League den 8 augusti 2015 i en 1–0-förlust mot Aston Villa. Den 22 augusti 2015 gjorde Wilson sitt första mål och första hattrick i Premier League i en 4–3-vinst mot West Ham United.
Den 7 september 2020 värvades Wilson av Newcastle United, där han skrev på ett fyraårskontrakt. I augusti 2025 skrev Wilson på ett ettårskontrakt med West Ham United.

## Landslagskarriär
Wilson debuterade och gjorde sitt första mål för Englands landslag den 15 november 2018 i en 3–0-vinst över USA.